# Morenito de Aranda
Jesús Martínez Barrios conocido como Morenito de Aranda (Aranda de Duero, Burgos, 10 de noviembre de 1985) es un torero español.

## Biografía
El 2 de septiembre de 2002 debutó con picadores en la plaza de toros de Medina del Campo (Provincia de Valladolid), cortando  3 orejas a los novillos de Varela Crujo, estando acartelado junto a Martín Quintana y Joselito Campos., ese mismo año, el 12 de octubre toreó en la plaza de toros de Laguna del Duero (Provincia de Valladolid) donde corto 6 orejas. En 2003 viajó a América para debutar en la plaza de toros de Quito (Ecuador) donde corto una oreja, posteriormente realizó la temporada Europea toreando en diversas plazas españolas y francesas. El 6 de junio de 2004 se presentó en la plaza de toros de Las Ventas en Madrid en  San Isidro lidiando un novillo de nombre Cervato de la ganadería de El Ventorrillo, estando anunciado junto a Miguel Ángel Perera e Ismael López, posteriormente el 20 de junio se presenta en La Maestranza en Sevilla con novillos de Gabriel Rojas, ese mismo invierno vuelve a viajar a Quito tras el triunfo del año anterior, donde vuelve a cortar una oreja. En la temporada de 2005, año en el que toma la alternativa toreó nuevamente como novillero en las plazas de Las Ventas de Madrid el 19 de marzo y en La Maestranza de Sevilla el 24 de abril. El 13 de marzo cortó una oreja en Valencia. El 25 de marzo torea Arlés (Francia) donde corta también una oreja, como también lo hizo en Murcia.
El 14 de mayo de 2005 tomó la alternativa en la plaza de toros de Valladolid, teniendo de padrino a Salvador Vega y de testigo a José María Manzanares, el toro de alternativa tenía de nombre Extraviado, perteneciente a la ganadería de José Luis Marca, al cuál le corto las dos orejas. El 17 de septiembre de 2006 torea en su tierra, en la plaza de toros de Aranda del Duero cortando 4 orejas a toros de Victoriano del Río, posteriormente el 30 de diciembre debuta en América como matador de toros en la plaza de toros de Cali (Colombia) cortando una oreja. El 16 de septiembre de 2007 torea por primera vez en la monumental de Barcelona, cortando una oreja a un toro de El Sierro, el 9 de octubre torea en la plaza de toros de Zaragoza toros de Baltasar Ibán, siendo su última actuación de la temporada
El 4 de mayo de 2008 confirmó su alternativa en la plaza de toros de Las Ventas teniendo de padrino de nuevo a Salvador Vega y de testigo al torero Colombiano Luis Bolívar, el toro de su ceremonia se llamaba Tenderillo, perteneciente a la ganadería de San Martín, el torero fue premiado con la vuelta al ruedo. Este mismo año toreó tres tardes más en Las Ventas durante San Isidro, el 15 de agosto y por la feria de otoño. En 2009 toreó dos tardes en Las Ventas. El 27 de diciembre del mismo año confirma alternativa en la plaza de toros de México lidiando un toro de nombre Setenta Años perteneciente a la ganadería de San Miguel, teniendo de padrino a Humberto Flores y de testigo a El Capea y Guillermo Martínez. El 3 de enero de 2010 volvió a torear en México cortando una oreja a un toro de la ganadería de Santa María de Xalpa. El 8 de julio torea en Pamplona los toros de Cebada Gago y el 2 de octubre, en su segunda actuación del año en Las Ventas, le cortó una oreja a un toro de Torrealta. El 7 de agosto de 2011 torea por última vez en la monumental de Barcelona cortando una oreja a un toro de Carlos Charro. El 21 de mayo de 2012 cortó una oreja en Madrid a un toro de Carmen Segovia. El 2 de mayo de 2013 le cortó una oreja a un toro de El Cortijillo en la plaza de toros de Madrid. El 14 de septiembre de 2014 se encerró con seis toros en solitario en Aranda del Duero cortando un total de 6 orejas a toros de las ganaderías de Juan Pedro Domecq, Torrealta y Núñez del Cuvillo, siendo dos toros por ganadería. El 2 de mayo de 2015, en la tradicional corrida goyesca, Morenito de Aranda logró abrir la puerta grande tras cortar las dos orejas a un extraordinario toro de la ganadería de Montealto, el 29 de agosto en la plaza de toros de Iniesta (Provincia de Cuenca) indultó un toro de la ganadería de Aimé Gallon e Hijos,  posteriormente el 19 de septiembre volvió a indultar otro toro, esta vez en la plaza de toros de Aranda del Duero a un toro de la ganadería de Victoriano del Río. El 13 de abril de 2016 volvió a torear en Sevilla tras varios años ausente, lidiando toros de Victorino Martín, más adelante el 12 de mayo corta una oreja en Madrid a un toro de El Ventorrillo. El 25 de junio de 2017 se encierró por segunda vez en su carrera con seis toros en solitario, esta vez en la plaza de toros de Burgos y con toros de Adolfo Martín, cortando dos orejas y abriendo la puerta grande. El 23 de septiembre cortó un rabo a un toro de El Tajo y La Reina en la plaza de toros de Talavera de la Reina (Provincia de Toledo). El 25 de septiembre de 2018 logró su tercer indulto, en la plaza de toros de Madridejos (Provincia de Toledo) ante un toro de Victorino Martín de nombre "Murga", del cual recibió las dos orejas y el rabo simbólicos. En la temporada 2019 comemzó en la plaza de toros de La Flecha en Arroyo de la Encomienda ante toros de Victorino Martín, después toreó dos tardes en Las Ventas. En 2020 únicamente toreó dos festejos debido a la epidemia del COVID-19, el primero fue el 19 de julio en la plaza de toros de Ávila ante toros de Adolfo Martín, el segundo festejo en la plaza de toros de Estepona (Provincia de Málaga) con motivo de la Gira de Reconstrucción, estando en el cartel junto a Emilio de Justo con toros de La Quinta.